# Kinshasa Kids
Pour plus de détails, voir Fiche technique et Distribution.
Kinshasa Kids est un film belge écrit, produit, et réalisé par Marc-Henri Wajnberg. Le film sort en Belgique le 6 février 2013.

## Synopsis
Kinshasa, République démocratique du Congo. Près de 30 000 enfants, accusés de sorcellerie et rejetés par leur famille, vivent dans les rues de Kinshasa. Emma et sa bande, tous considérés comme des enfants sorciers, décident de former un groupe de rap pour conjurer leur sort et reprendre le contrôle de leur vie. Aidés par Bebson, un musicien allumé, ils feront vibrer Kinshasa ! Avec leur groupe Kinshasa Kid !

## Fiche technique
- Titre : Kinshasa Kids
- Réalisation : Marc-Henri Wajnberg
- Scenario : Marc-Henri Wajnberg
- Coproduction : Wajnbrosse Productions, Inti Films, Crescendo Films & RTBF
- Directeurs de la photographie : Danny Elsen, Colin Houben
- Montage : Marie-Hélène Dozo
- Son : Luc Cuveele, Marc Engels, Cyril Mosse
- Année de production : 2012
- Pays : Belgique-France
- Genre : Fiction, drame
- Durée : 85 minutes
- Sortie en Belgique : 6 février 2013

## Distribution
- José Mawanda : José
- Rachel Mwanza : Rachel
- Emmanuel Fakoko : Emma
- Gabi Bolenge : Gabi
- Gauthier Kiloko : Gauthier
- Joël Eziegue : Joël
- Mickaël Fataki : Mickaël
- Samy Molebe : Samy
- Bebson Elemba : Bebson “de la rue”
- Joséphine Nsimba Mpongo : Joséphine
- Django Abdul Bampu Sumbu : Django
- Jean Shaka Tshipamba : Le policier Shaka
- Emmanuel E.M Ndosi El Bas : Le policier Elbaz

Avec la participation de Papa Wemba

## Distinctions

### Récompenses
- Prix du public pour le Meilleur Film : Zagreb Film Festival - Croatie (2012)

- Prix des Droits de l’Homme remis à Strasbourg par 8 ambassadeurs du Conseil Européen - Strasbourg/France
- Prix du Public : Festival du film de Bucarest - Serbie
- Mention Spéciale "L’Homme et son environnement" : Festival de Festroia – Portugal
- Prix du meilleur film étranger : Festival Écrans Noirs - Yaoundé/Cameroun
- Le Prix Humanum : Union de la Presse Cinématographique Belge - Belgique
- Magritte du Cinéma Meilleur Montage: Magritte du Cinéma - Belgique
- Prix des étudiants de la Fédération Wallonie-Bruxelles – Prix du meilleur chemin de vie

### Nominations et sélections
- Magritte 2014 : Meilleur Film
- Sélectionné dans 60 festivals (Venise, Toronto, Busan, New-York...)

## Sources et références
- Fiche technique « Kinshasa kids » http://www.wajnbrosse.com/Wajnbrosse/Fiche_technique.html consulté le 03/12/12
- Kinshasa kids de Marc-Henri Wajnberg http://www.wbimages.be/index.php?id=8973&tx_cfwbavmsearch_pi1%5Buid%5D=1768 consulté le 03/12/12
- Kinshasa kids – Human rights award Africultures consulté le 03/12/12